# Хлорка (фильм)
Хлорка (итал. Cloro) — драма 2015 года итальянского режиссера Ламберто Санфеличе с Сара Серайокко в главной роли. В 2015 году фильм был включен в конкурс мировой кинодраматургии на кинофестивале Сандэнс. Санфеличе был номинирован на премию Давид ди Донателло в номинации Лучший новый режиссер в 2015 году.

## Сюжет
17-летняя Дженнифер живёт в Остии, где, помимо учёбы в техническом институте, тренируется в бассейне со своей подругой Флавией, чтобы принять участие в парном соревновании по синхронному плаванию. Но вдруг оказалось, что для этого нужно жить в горах Маджелла. А в семье Дженнифер случилось так, что мать умерла, а отец впал в сильную депрессию, потеряв работу и дом, и она должна присматривать за ним и младшим братом. Бросив школу, чтобы прокормить семью, стала работать в гостинице. Отель оснащен крытым бассейном и Дженни находит способ продолжить тренировки с участием Ивана, ночной сторож, с которым переплетаются отношения.

## В ролях
- Сара Серайокко — Дженни
- Пьера Дельи Эспости ― Президе
- Джорджио Коланджели ― Тондино
- Иван Франек ― Иван
- Анатоль Сасси ― Фабрицио
- Андреа Вергони ― Алфио